# Petrus Emelius Tegelberg (1874-1954)
Petrus (Pieter) Emelius Tegelberg (Den Helder, 16 september 1874 – Baarn, 24 november 1954) was een Nederlands ondernemer.

## Biografie
Tegelberg was een zoon van Petrus Emelius Tegelberg (1838-1917) en Nicoline Cornelie d'Abo (1847-1931). Hij voltooide in Amsterdam, waar het gezin woonde aan Sarphatistraat 14, de HBS en trad daarna in de voetsporen van zijn vader bij het leger. Ging zijn vader bij de marine, de zoon ging studeren aan de Koninklijke Militaire Academie en bracht het tot tweede luitenant bij de infanterie.
Daar bleek dat hij zich toch meer aangetrokken voelde tot de handel (net als zijn vader) en ging werken bij de Zuid-Amerikalijn, de latere Koninklijke Hollandsche Lloyd. In 1905 ging hij werken bij de Stoomvaart-Maatschappij Nederland. In 1916 werd hij directeur aldaar. Hij hield die functie tot 1933 en werd vanaf 1934 president-commissaris van die NV. In 1916 richtte Emile Tegelberg de Havenreserve op. Het fonds was bedoeld om in de Eerste Wereldoorlog het weinige werk in de Nederlandse havens te verdelen onder de havenarbeiders met daarbij een goede steunregeling.
Bij zijn afscheid in 1933 werd aan de Javakade in Amsterdam een gedenksteen met zijn beeltenis onthuld. Het was een blijk van waardering van het personeel voor zijn aandeel in het opzetten van een pensioenregeleing en een spaarfonds voor het personeel. 
Gedurende zijn leven was hij ook werkzaam bij de Nederlandsche Handel-Maatschappij, de Kasvereniging, De Porceleyne Fles, de Java-Sumatra Handelmaatschappij de Holland-Bombay Handelvereniging, De Amsterdam-Londen Verzekeringsmaatschappij, de Nederlands-Indische Spoorwegmaatschappij. Daarnaast was hij lid van het Comité consultatif Banque de Paris et des Pays-Bas en voorzitter van het Ziekenhuis Baarn. Van 1919 tot 1949 was Tegelberg voorzitter van de Noord- en Zuid-Hollandse Redding Maatschappij, de voorloper van de KNRM.
Hij werd benoemd tot ridder in de Orde van de Nederlandse Leeuw en Commandeur in de Orde van Oranje-Nassau.

### Persoonlijk
Hij huwde in 1921 met jkvr. Wijnanda Hooft (1891-1989) met wie hij vier kinderen kreeg. Zijn liefhebberij was paardrijden. Zo was hij bestuurslid van de Amsterdamsche Vereeniging tot bevordering van Jacht- en terreinrijden die  in 1899 een Concours Hippique uitschreef op landgoed Oud-Roosenburgh. Na hun huwelijk vestigden de Tegelbergs zich in villa Rozenhage in Baarn. Hij liet Molenweg 39a (Baarn) als koetshuis bouwen, thans een gemeentelijk monument. Hij ligt met zijn vrouw in Baarn begraven op de Nieuwe algemene begraafplaats Baarn, waar ook hun vroeg overleden dochter begraven is.

## Afbeeldingen

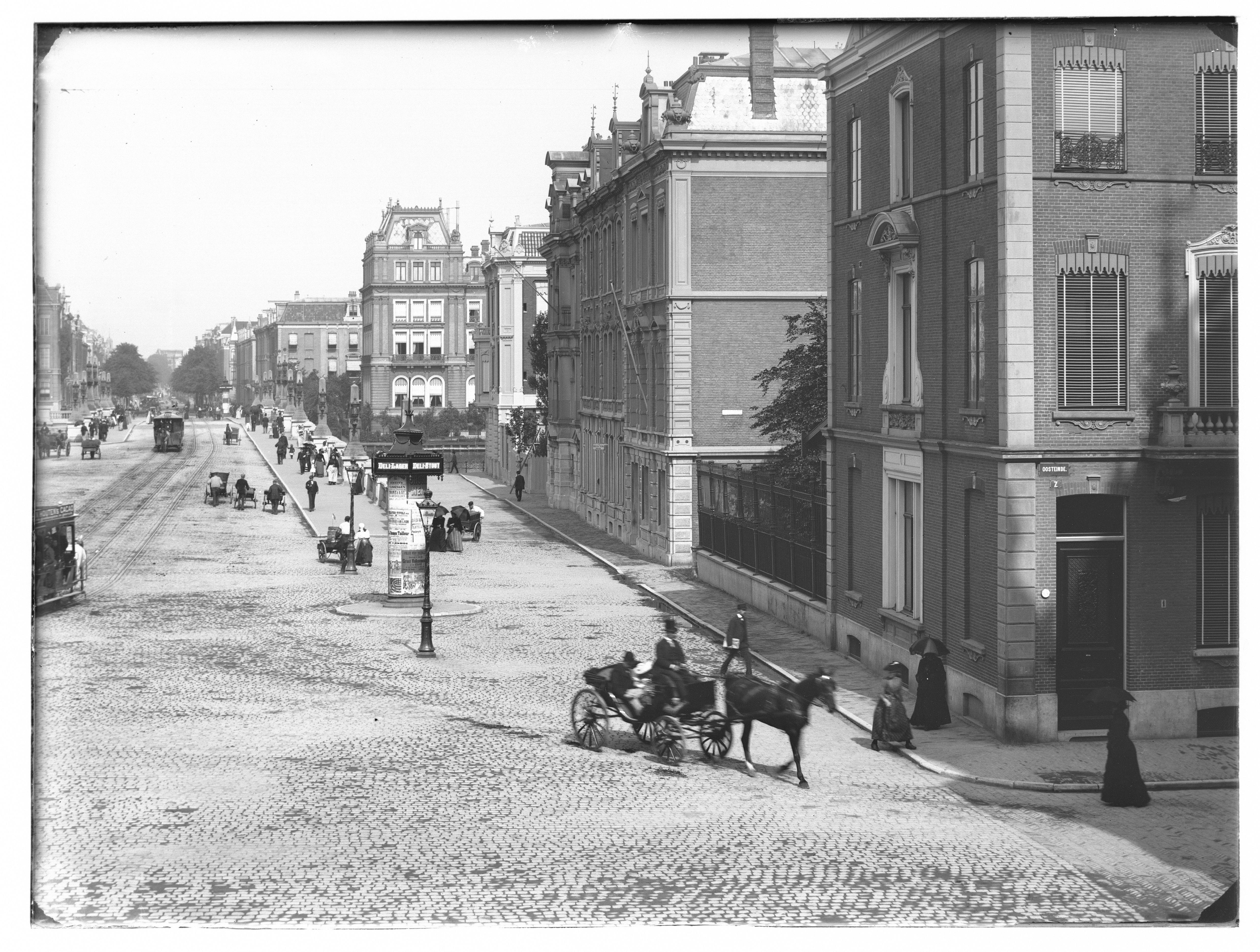
Sarphatistraat 4 tm 14 (vrnl) in 1891
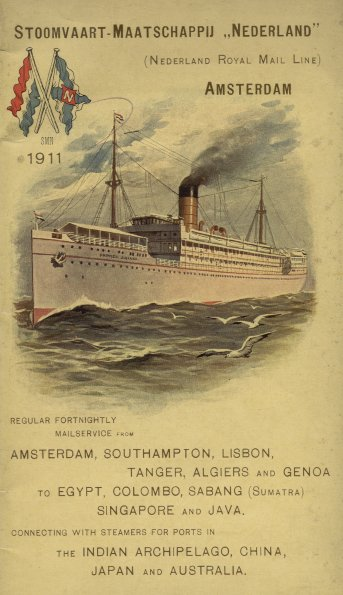
Lijnverbindingen met post van Stoomvaart Maatschappij Nederland, 1911
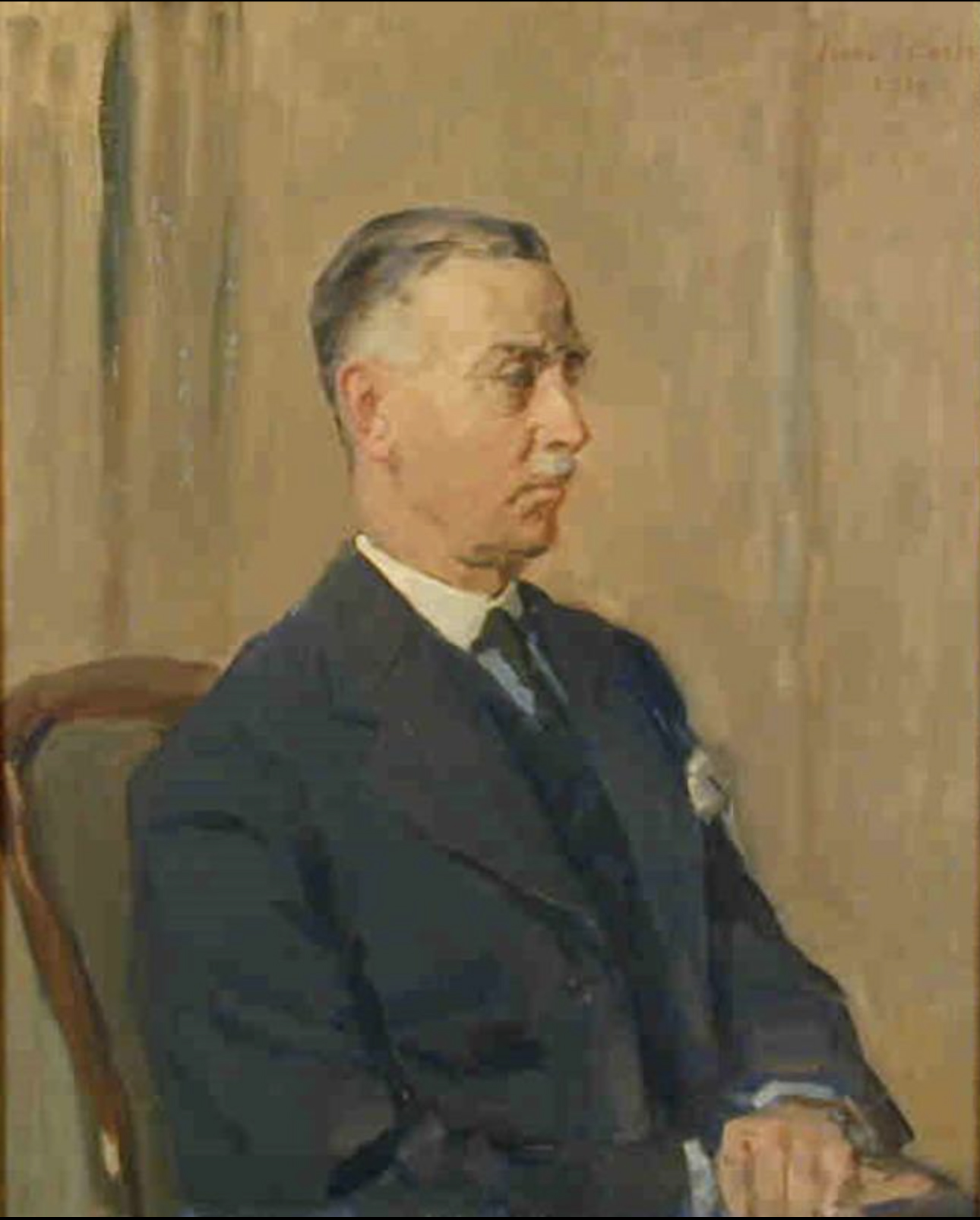
Portret van Tegelberg door Isaac Israels, 1934